# Агандзугет
Агандзуге́т (арм. Աղանձուգետ) — река в Сюникской области Армении, правый приток Воротана. Начинается с северного склона перевала Гязбул Баргушатского хребта. Длина — 13 км, площадь водосбора 85 км². Речная долина — V-образная, образует узкое глубокое ущелье у Татевского монастыря. Среднегодовое потребление составляет 1,1 м³/с. Вода используется для орошения.
Согласно Гевонду Алишану, в древности река называлась Гинакан, а после строительства Татевского монастыря она была названа его именем.
Основные притоки — Чрагацидзор (лв) и Караануцгет (лв).
Верхний приток называется Газбойльским ущельем.